# Ectoedemia viridissimella
Ectoedemia viridissimella là một loài bướm đêm thuộc họ Nepticulidae. Loài này có ở Ba Lan, Cộng hòa Séc, Áo và Ý.
Sải cánh dài 5.2-5.4 mm. Con trưởng thành bay vào tháng 5. Có thể có một lứa một năm.
Ấu trùng ăn Peucedanum cervaria. Chúng ăn lá nơi chúng làm tổ. 